# Temasek Polytechnic
Temasek Polytechnic (Abkürzung: TP) ist eine postsekundäre akademische Einrichtung in Tampines, Singapur. Es ist das dritte Polytechnikum des Landes. Die Temasek Polytechnic lehrt einen industrieorientierten Lehrplan, der eine Alternative zu einer breiter angelegten Junior College/voruniversitären Ausbildung darstellt. Polytechnische Absolventen in Singapur werden für Berufseinstiegspositionen gesucht oder entsprechend vorbereitet, um ein Universitätsstudium abzuschließen. Im Gegensatz zu den Fachhochschulen in den Vereinigten Staaten und im Vereinigten Königreich nehmen die Fachhochschulen in Singapur die Mehrheit ihrer Schüler nach der Sekundarschule auf, meist im Alter von 16 bis 17 Jahren (vor dem Abitur), also nach zehn Jahren formaler Bildung. Ein Temasek Polytechnic Diplom in einer spezialisierten Studienrichtung, zum Beispiel Law & Management, wird nach einem dreijährigen akademischen Studium und einem Industriepraktikum verliehen.

## Geschichte
Im Juni 1989 gab der damalige Bildungsminister Tony Tan Keng Yam bekannt, dass ein drittes Polytechnikum in Erwägung gezogen wird, und im April 1990 wurde das Temasek Polytechnic mit einer anfänglichen Einschreibung von 735 Studenten gegründet. Das Institut wurde ursprünglich in den Räumlichkeiten des Baharuddin Vocational Institute in der Stirling Road und den frei gewordenen Räumlichkeiten der Raffles Institution in der Grange Road eingerichtet. Aufgrund der erhöhten Einschreibung und der Einführung neuer Kurse wurden drei weitere Standorte in Kim Seng, Bukit Merah und Portsdown Road erworben, um die Studenten der Institute unterzubringen.
Danach, im September 1995; der permanente Campus der Temasek Polytechnic wurde fertiggestellt und an ihren jetzigen Standort in der Tampines Avenue 1 umgezogen. Temasek Polytechnic wurde einem Logo-Redesign unterzogen, das ein frisches neues Aussehen trägt, um die Lebendigkeit der Schule widerzuspiegeln. Das TP Auditorium Foyer begann 2010 mit dem Bau und wurde 2013 fertiggestellt. Es hat auch einen Cold Storage Supermarkt, zusammen mit McDonald’s.
Der Campus des Temasek Polytechnic wurde vom Architekten James Stirling entworfen. Der Campus verfügt über 61 Hörsäle, ein Kongresszentrum, Mensen, Auditorien, ein Amphitheater, Labore und Schulungsräume, eine große Bibliothek, Sportanlagen und 13 gastronomische Einrichtungen, darunter drei Cafés, drei F&B-Stände und einen klimatisierten Food Court.
Die Temasek Aviation Academy wurde 2014 in der School of Engineering eröffnet. Die 6000 Quadratmeter große Anlage beherbergt einen Hawker 700 Privatjet, spezialisierte Labore und spezielle Trainingsgeräte für die Luft- und Raumfahrtdiplomkurse.
Mehrere Diplome umfassen Common Business Programme, Betriebswirtschaftslehre, Rechnungswesen und Finanzen, Kommunikations- und Medienmanagement, Recht und Management, Logistik und Betriebsmanagement und Marketing. Seit Oktober 2014 stehen Tunnelbau, Bahntechnik und Terrorismusbekämpfung (SGSecure) auf dem Lehrplan.

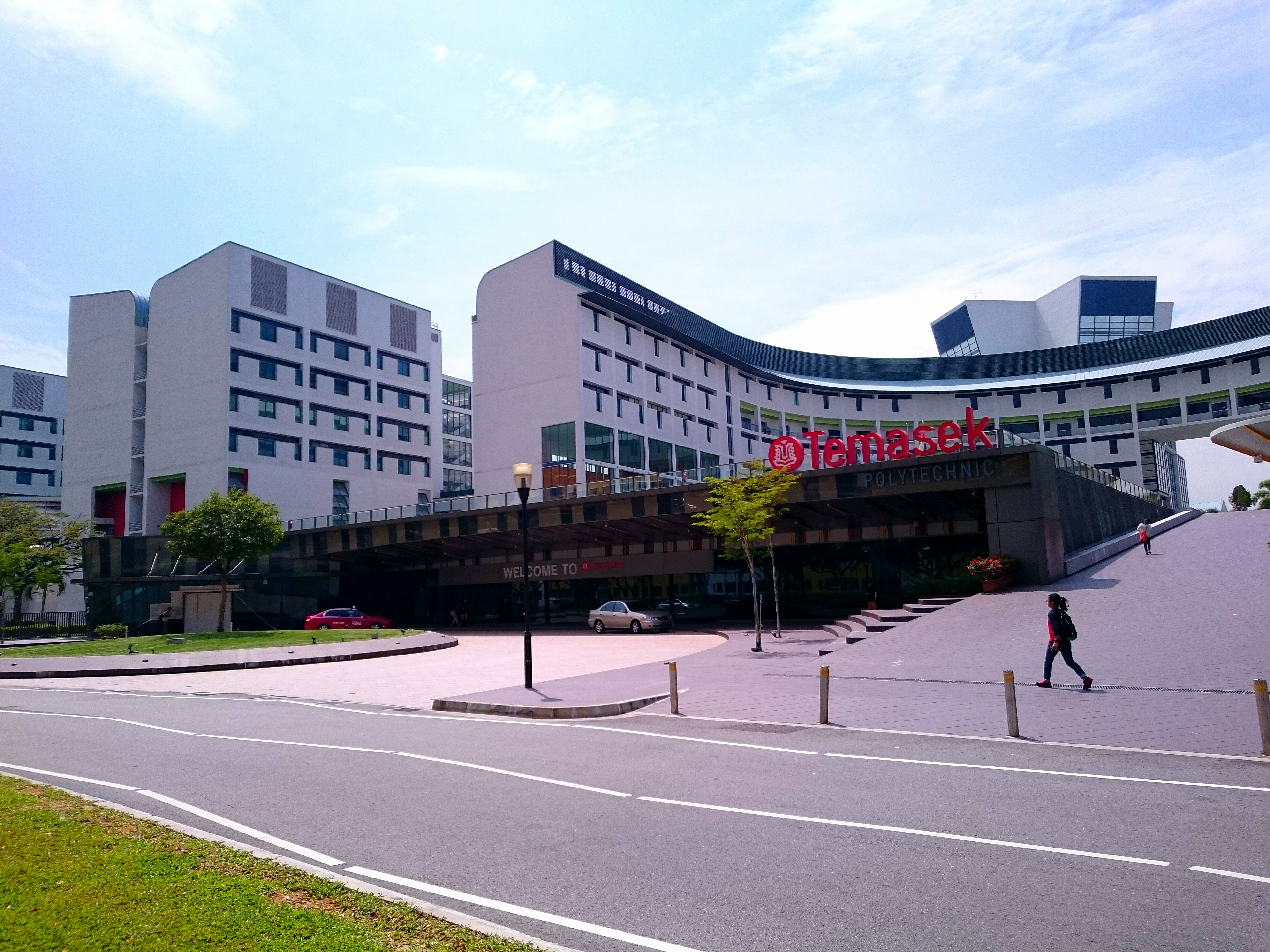
Temasek Polytechnic

## Akademische Schulen
- School of Applied Science
- School of Business
- School of Design
- School of Engineering
- School of Humanities & Social Sciences
- School of Informatics & IT
- Temasek Tourism Academy (TTA)